# Pyramid (Cannonball Adderley)
Pyramid è il 30° album di Julian Cannonball Adderley, pubblicato dalla Milestone Records nel 1974.

## Tracce
Lato A
1. Phases – 6:00 (Hal Galper)
2. My Lady Blue – 4:45 (Hal Galper)
3. Book-Ends – 5:35 (David Axelrod)

Lato B
1. Pyramid – 3:40 (Julian Cannonball Adderley)
2. Suite Cannon, Part 1 : the King and I – 4:41 (Julian Cannonball Adderley)
3. Suite Cannon, Part 2 : Time In – 3:13 (Julian Cannonball Adderley)
4. Suite Cannon, Part 3 : for Melvin Lastie – 2:26 (Julian Cannonball Adderley)
5. Bess, Oh Where's My Bess? – 3:36 (George Gershwin, Ira Gershwin, DuBose Hayward)

## Musicisti
Cannonball Adderley Quintet + 3
- Julian Cannonball Adderley - sassofono alto, sassofono soprano
- Nat Adderley - cornetta
- George Duke - clavinet elettrico e acustico, sintetizzatore ARP
- Hal Galper - pianoforte elettrico
- Jimmy Jones - pianoforte (brano B5)
- Phil Upchurch - chitarra
- Walter Booker - contrabbasso
- Roy McCurdy - batteria